# 李世芳 (嘉靖進士)
李世芳（1505年—？），字伯傳，號梧岡，山西潞安府黎城縣人，軍籍，明朝政治人物。

## 生平
嘉靖十年（1531年）辛卯科山西鄉試第三十二名舉人。嘉靖十四年（1535年）中式乙未科會試第一百六名，登第三甲第一百六十八名進士。历官刑部主事，升郎中，二十三年任陕西巩昌府知府，升陕西按察司兵备副使。

## 家族
曾祖李浩；祖父李英；父李謙，母劉氏。具慶下。